# 8979 Clanga
8979 Clanga è un asteroide della fascia principale. Scoperto nel 1977, presenta un'orbita caratterizzata da un semiasse maggiore pari a 2,1297215 UA e da un'eccentricità di 0,1280755, inclinata di 1,42054° rispetto all'eclittica.